# Anahita nathani
Espèce
Anahita nathani est une espèce d'araignées aranéomorphes de la famille des Ctenidae.

## Distribution
Cette espèce est endémique des Bahamas.

## Étymologie
Cette espèce est nommée en l'honneur de Nathan Banks.

## Publication originale
- Strand, 1907 : Banks, Nathan, 838. Zoologisches Zentralblatt, vol. 13, p. 784 (texte intégral).